# Stema orașului liber Cluj

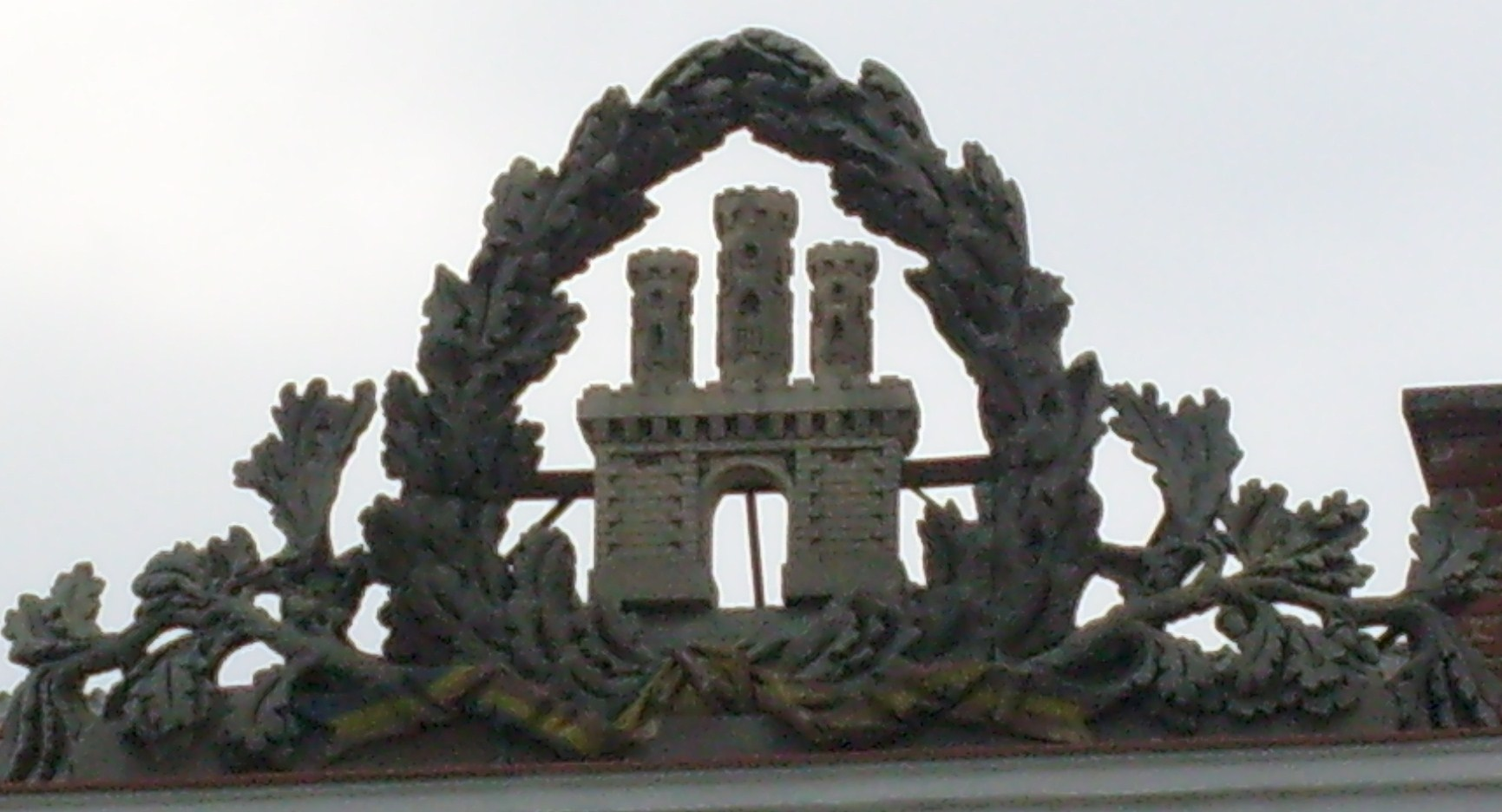
Stema Clujului pe sediul primăriei din Piața Unirii

Stema orașului Cluj reprezintă o poartă de incintă cu trei turnuri, simbol al statutului de oraș liber al Clujului, adică supus doar regelui sau principelui Transilvaniei.

## Istoric

Emblema tipografiei din Cluj, imprimată pe toate tipăriturile din epoca Reformei (secolele XVI-XVII)

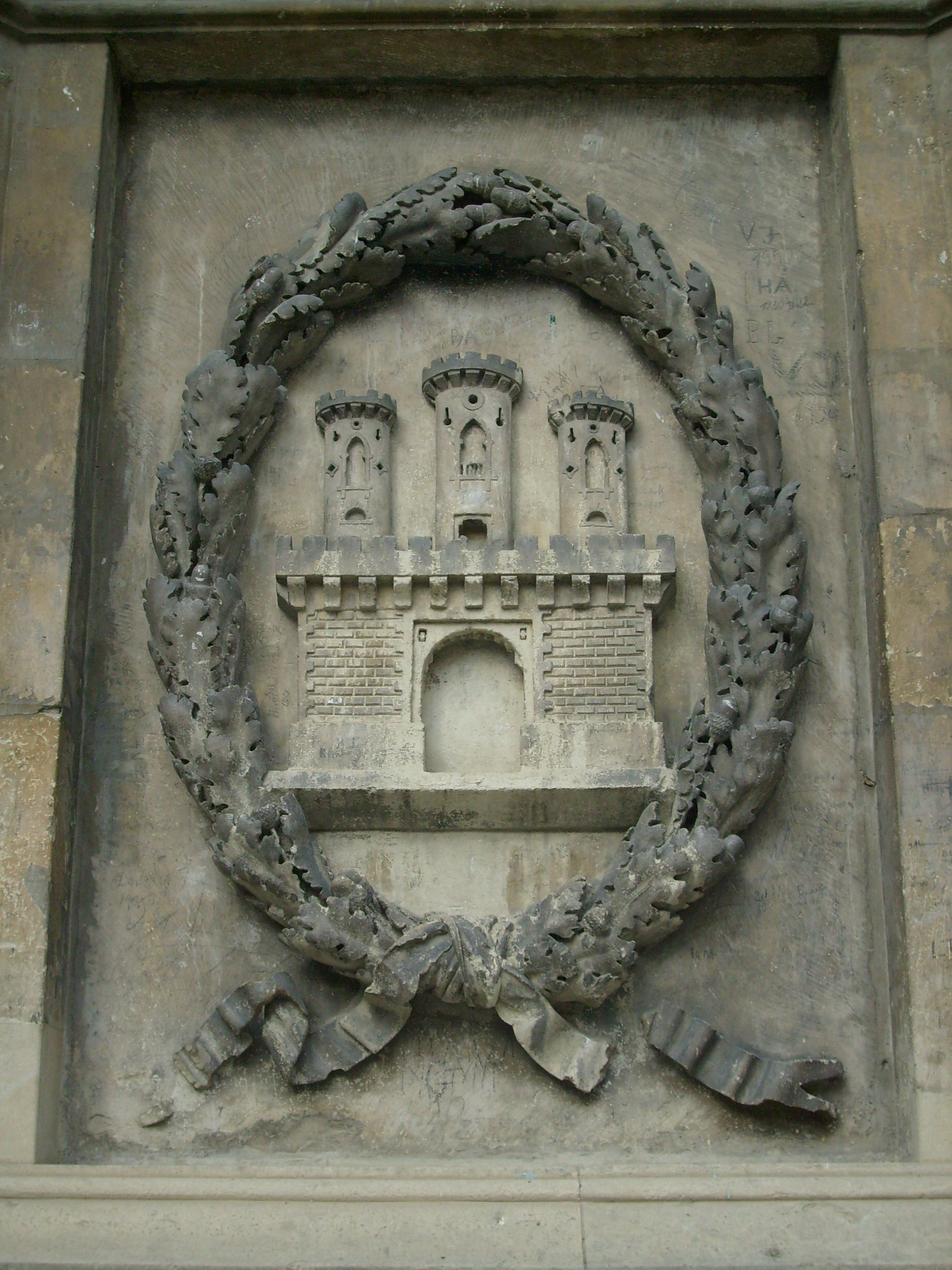
Stema Clujului pe una din cele patru laturi de bază ale Obeliscului Carolina (1831)

După distrugerea Clujului în urma invaziei tătaro-mongole din 1241 și refacerea sa în perioada 1263-1272, regele Ștefan al V-lea a trecut localitatea în posesiunea Episcopiei Catolice a Transilvaniei, de la Alba Iulia. În anul 1316 regele Carol Robert de Anjou a scos Clujul din posesiunea Episcopiei Catolice de Alba Iulia și i-a acordat personalitatea juridică de oraș, scutindu-i de taxe și impozite pe coloniștii sași care doreau să se așeze la Cluj. Odată cu refacerea pe deplin a vieții orășenești, Clujul a primit un sigiliu în anul 1369, sigiliu confirmat regal în 1377 de regele Ludovic de Anjou și folosit de atunci pe actele administrative, judecătorești și politice ale orașului. 
Sigiliul era compus dintr-un zid crenelat de cetate și o poartă cu hersă (grilaj metalic sau din lemn masiv). Zidul simboliza statutul de oraș liber, care se supunea direct regelui sau principilor transilvani și în același timp simboliza puterea militară, economică, culturală și politică a orașului.
Deasupra lor se află desenate 3 bastioane cilindrice crenelate, care din 1476 au devenit patrulatere. Aceasta s-a constituit în stema tradițională a orașului, care de altfel a fost înscrisă de-a lungul timpului și pe mai multe pe fragmente ale zidului cetății medievale clujene (pe strada Republicii; Bastionul Croitorilor), pe clădirea Primăriei din Piața Unirii, pe o lojă a Teatrului Național din Cluj, pe Obeliscul Carolina și în Biserica Sf. Mihail în partea stânga inferioară a portalului sacristiei, aflat pe latura nordică a corului.
Stema tradițională sau elemente ale ei au fost preluate de-a lungul timpului și de alte instituții clujene:
- Monetăria din Cluj, care a și bătut-o pe mai multe monede;
- Tipografia înființată la Cluj, stema fiind tipărită pe coperta cărților tipărite aici;
- Este și emblema vechii Universități din Cluj și a actualei Universități Babeș-Bolyai.

Stema orașului liber încadrată într-un scut francez cu o coroană deasupra a fost folosită ca simbol oficial al orașului în perioada interbelică. Aceasta a fost schimbată în perioada comunistă cu o stemă în formă de scut polonez împărțit în trei secțiuni, unite în mijloc de un scut francez pe care apărea stema Republicii Socialiste România. Pe cele trei secțiuni ale stemei apăreau: în stânga, o roate zimțată pe fundal și un compas în prim plan, în dreapta, o carte deschisă, iar jos, cetatea cu trei turnuri.

### Stema modernă
Începând cu anul 1999 primăria municipiului folosește o nouă stemă în actele oficiale. Aceasta a fost realizată de o elevă de liceu în anul 1995, în cadrul unui concurs inițiat de primarul Gheorghe Funar (PRM). Noua stemă combină reprezentarea Monumentului Memorandiștilor de pe Bulevardul Eroilor cu statuia zeiței Minerva, deasupra cărora este plasat un lup dacic. Stema introdusă de administrația Funar nu a fost aprobată de Comisia Zonală de Heraldică (în consecință nici de CNHGS), motiv pentru care folosirea ei constituie o încălcare a legilor în vigoare.
Întrebată cu privire la motivul pentru care noua administrație locală, condusă de Emil Boc, nu a înlăturat stema introdusă de Gheorghe Funar, purtătoarea de cuvânt a primarului Boc a arătat în ianuarie 2007 că un asemenea demers „ar lua și timp, și bani”.
Purtătoarea de cuvânt a primarului Sorin Apostu (PDL) a declarat că în toamna anului 2010 Comisia Zonală de Heraldică va fi în măsură să rezolve chestiunea stemei ilegale a orașului. Arhitectul Virgil Pop, secretar al Comisiei Zonale a Monumentelor Istorice, a declarat că odată cu stema ar trebui revenit și la denumirea oficială de Cluj, arătând că „cu o stemă și o denumire pentru cimpanzei” orașul nu ar avea vreo șansă de a deveni capitală culturală europeană.
Nicolae Edroiu, director al Institutului de Istorie „George Barițiu” din Cluj-Napoca, președintele Filialei Cluj a Comisiei Naționale de Heraldică, Genealogie și Sigilografie a Academiei Române, a menționat în 2010, pentru Adevărul, că însemnul oficial nu este și legal. Edroiu a fost acționat în instanță în 2003 de către Primăria Cluj-Napoca deoarece nu a aprobat stema. În 2009, primarul Sorin Apostu, a spus că a renunțat la proces. În 2010, două persoane fizice au făcut o petiție prin care militau pentru revenirea la stema orașului de dinainte de perioada comunistă.
În data de 19 februarie 2014 consilierul local Ioan Bîldea (PNL) a depus un proiect de hotărâre privind reglementarea stemei Clujului. În vara anului 2014 legislativul local urma să adopte o hotărâre de reintrare în legalitate cu privire la acest subiect.

## Varia
Steme surori cu cea a Clujului sunt cele ale orașelor Praga și Cracovia, datând din aceeași perioadă. În cazul stemei orașului Praga, diferența heraldică este dată de brațul armat care veghează în poarta cetății, iar în cazul Cracoviei, de acvila polonă, care, de asemenea veghează în poartă. Alt element distinctiv este culoarea scutului (roșu la Praga, albastru în cazul Clujului), respectiv culoarea zidurilor cetății, care în cazul Cracoviei sunt roșii.

## Galerie de imagini

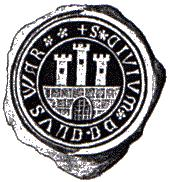
Primul sigiliu al Clujului, cu inscripţia „S[igilium] CIVIVM DE CLUS WAR” (1377)
Al doilea sigiliu al Clujului, cu inscripţa „S[igilium] REGALIUM CIV[i]TATIS COLUSWAR”
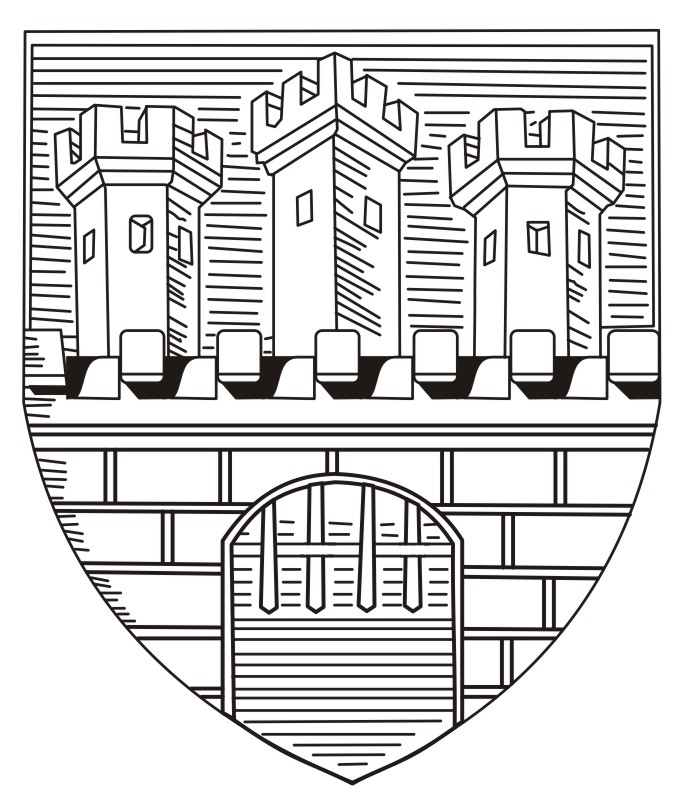
Stema stilizată a Clujului, cu cele şapte creneluri ale sigiliului medieval
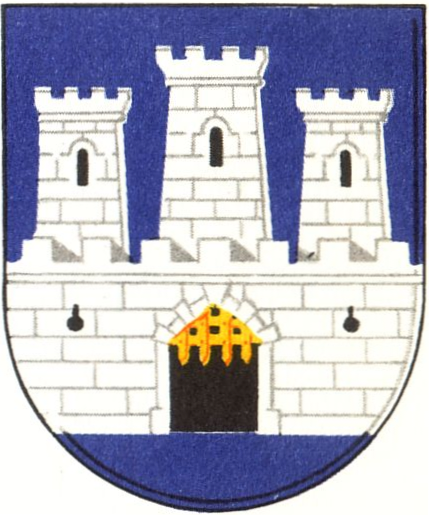
Stema tradiţională a Clujului: poartă de cetate cu trei turnuri și șapte creneluri
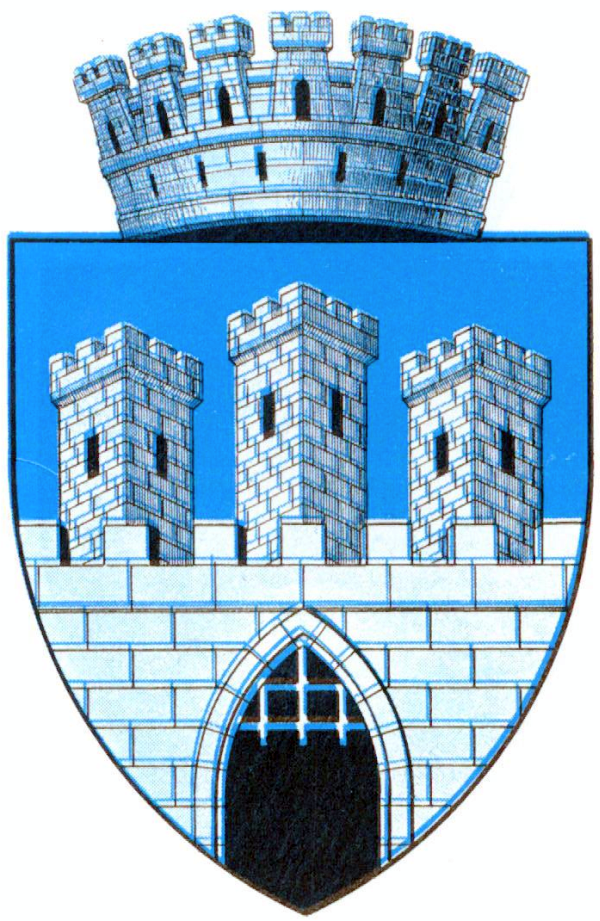
Stema interbelică
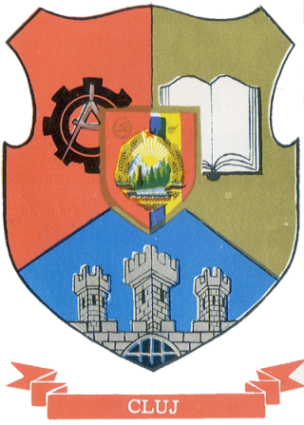
Stema comunistă
Stema Cracoviei